# Grit Stephan
Grit Stephan (* 1964) ist eine deutsche Schauspielerin.
Stephan absolvierte 1986 eine Ausbildung an der Theaterhochschule „Hans Otto“ in Leipzig. Sie wirkte in zahlreichen Fernsehproduktionen wie SOKO Leipzig, Die Hochzeit meiner Töchter, Herzdamen, und Honigmond mit. Grit Stephan übernahm mehrere Theater-Engagements und spielte in zahlreichen Theaterstücken mit – unter anderem in Peer Gynt, Der nackte Wahnsinn, Die Nibelungen und Maria Stuart. Von Anfang November 2006 bis Ende 2007 spielte Grit Stephan die Rolle der Sandra Weintraub in der Kinder- und Jugendserie Schloss Einstein. 2009 war Grit Stephan in der Kinoverfilmung von Kabale & Liebe unplugged als Sekretär Wurm zu sehen.

## Filmografie (Auswahl)

### Fernsehen
- 1999: In aller Freundschaft: Prüfungsängste
- 1999: Die Wache – Schuldlos schuldig
- 2001: Das Geheimnis meiner Mutter
- 2002: SOKO Leipzig – Gute Nachbarn
- 2002: Vater braucht eine Frau
- 2002: SOKO Leipzig – Stürmerblut
- 2003: Mein Weg zu Dir
- 2004: Ein Campus voller Leben (TV; Studentenfilm)
- 2004: SOKO Leipzig – Schatzsuche
- 2004: Polizeiruf 110 – Ein Bild von einem Mörder
- 2005: Die Hochzeit meiner Töchter
- 2006: Honigmond
- 2006: Die Schwaan ist tot (Studentenfilm)
- 2006: Herzdamen
- 2006: Die Frau vom Checkpoint Charlie
- 2006–2007: Schloss Einstein (Fernsehserie)
- 2007: Stubbe – Von Fall zu Fall: Schmutzige Geschäfte
- 2008: Familie Sonnenfeld – Umzug in ein neues Leben (Fernsehserie)
- 2010: SOKO Leipzig – Jan im Gefängnis

### Kino
- 1983: Romeo und Julia auf dem Dorfe
- 2005: Tulpe (Diplomfilm)
- 2006: Heinrich und Margareta (Kurzfilm)
- 2007: Sieben Tage Sonntag
- 2009: Kabale & Liebe unplugged

## Theater
- 1984–1986: Schauspielhaus Magdeburg
  - Die neuen Leiden des jungen W.
  - Frau Holle
- 1986–1995: Felsenbühne Rathen
  - Nscho-tschi – Winnetou 1
  - Siegfried, Drachentöter
- 1986–1995: Landesbühnen Sachsen
  - Das Sparschwein
  - Die Dreigroschenoper
  - Die schöne Helena
  - Viel Lärm um nichts
- 1995: Störtebeker-Festspiele Ralswiek
  - Sturm auf Gotland
- 1996: Theater Senftenberg
  - Die Dreigroschenoper
- 1996–1997: Schauspielhaus Leipzig
  - Die Bakchen
  - Jesus von Nazareth
- 1997: Komödie Dresden
  - Die Kleinbürgerhochzeit
- 1998–1999: Theater Erfurt
  - Peer Gynt
- 2000–2002: Landesbühnen Sachsen
  - Die Nibelungen
  - Der nackte Wahnsinn
- 2001–2002: Thüringer Landestheater
  - Maria Stuart
- 2005–2006: Theater zur Klosterruine Boitzenburg
  - Die drei Musketiere – My Lady’s Tod